# Передальпи Дофіне
44°46′31″ пн. ш. 5°50′22″ сх. д. / 44.77527778° пн. ш. 5.83944444° сх. д.
Передальпи Дофіне́ (фр. Préalpes du Dauphiné) — гірський масив у південно-західній частині Альп. Вони розташовані в регіоні Рона-Альпах і, почасти, в Провансі-Альпах-Лазурному березі (південно-східна Франція). Передальпи Дофіне є центральною частиною французьких Передальп.

## Етимологія
Дофіне — історичний регіон, площа якого приблизно відповідає площі нинішніх департаментів Ізер, Дром і Верхні Альпи.

## Географія
Адміністративно ареал належить до французьких департаментів Ізер, Дром, Верхні Альпи та, почасти, Альпи Верхнього Провансу. Весь хребет зрошується річкою Рона.

### Класифікація SOIUSA
Відповідно до SOIUSA (Міжнародний стандартизований гірський поділ Альп, гірський хребет є альпійською частиною, класифікованою таким чином:
- Основна частина = Західні Альпи
- Основний сектор = Південно-Західні Альпи
- Секція = Передальпи Дофіне
- Код = I/A-6

## Значні вершини

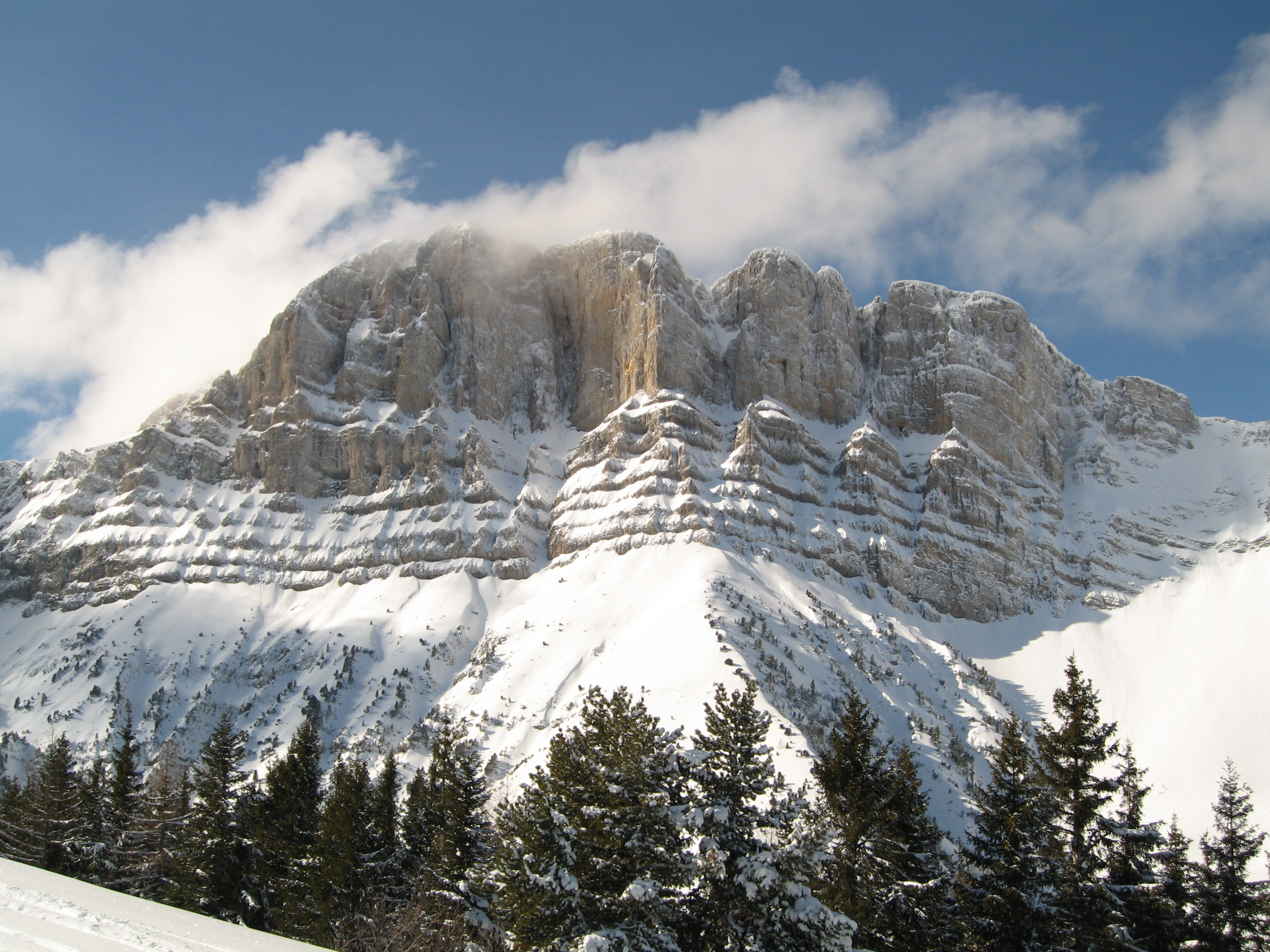
Гран-Веймон узимку

Деякі відомі вершини хребта:
| Назва               | метрів | футів |
| ------------------- | ------ | ----- |
| Гранд-Тет-де-л'Обіу | 2790   | 9148  |
| Гран-Ферран         | 2759   | 9049  |
| Пік-де-Бюр          | 2709   | 8885  |
| Жоку                | 2501   | 8203  |
| Гран-Веймон         | 2346   | 7694  |

## Відомі перевали

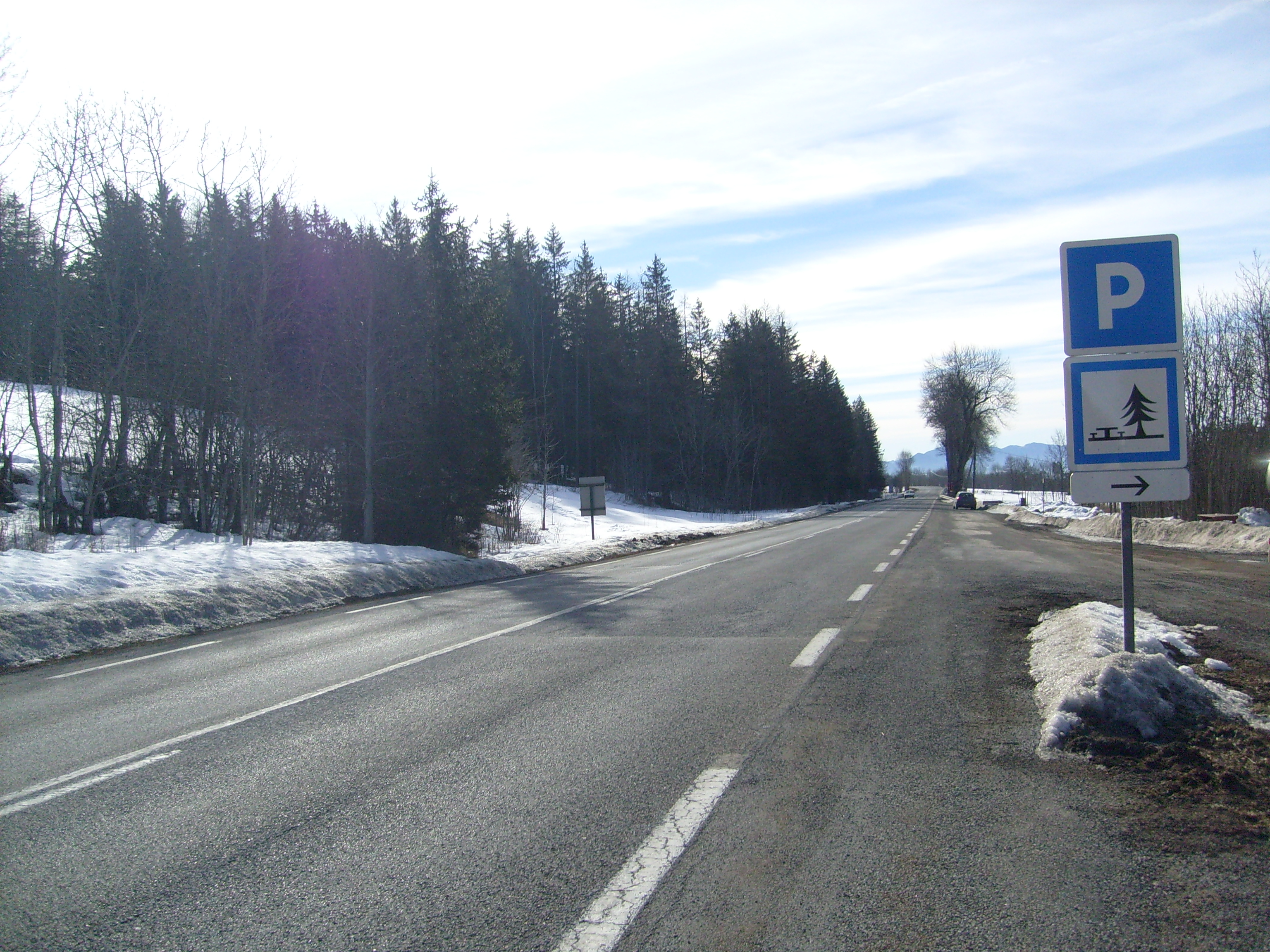
Коль-Баяр, 1248 м

Нижче наведено кілька відомих перевалів:
| Назва              | Розташування                          | тип    | висота (м) | висота (фути) |
| ------------------ | ------------------------------------- | ------ | ---------- | ------------- |
| Коль-де-ла-Круа-От | Від Клель до Лю-ла-Круа-От            | дорога | 1179       | 3867          |
| Коль-Баяр          | Від Гап до Гренобля                   | дорога | 1248       | 4093          |
| Коль-дю Ноує       | Від Ле-Нуає до Сент-Етьєнн-ан-Деволюї | дорога | 1664       | 5458          |

## Мапи
- Французька офіційна картографія (Institut Géographique National — IGN); он-лайн версія: www.geoportail.fr